# Michel Carnoy
Michel Carnoy est un comédien belge né en 1928 à Stambruges (Belœil), dans la province belge du Hainaut.

## Biographie
Comédien de théâtre et de cinéma, il est diplômé du Conservatoire royal de Bruxelles où il a suivi les cours d'Yvonne Garden.

## Filmographie
En Belgique, dans les années 1960, il a possédé une société, Decar Film, qui a produit une dizaine de courts métrages.
Il a interprété des rôles dans un film historique belge, À hauteur d'homme de Jean-Marie Piquint, aux côtés de Jacques Lippe, dans les films français Le Pacha de Georges Lautner, La Carapate de Gérard Oury, Le Sang des autres de Claude Chabrol, Mortelle Randonnée de Claude Miller.
- 1980 : Petit déjeuner compris - Feuilleton en 6 épisodes de 52 min - de Michel Berny : Le Hollandais

## Scénographie
Établi à Paris depuis les années 1980, il est surtout actif au théâtre.
Il a joué dans des dizaines de pièces classiques et modernes et dans des opérettes et comédies musicales. On retient, entre autres, son interprétation dans Opening Night avec Marie-Christine Barrault, dans Quand le Monde était vert, Dommage qu'elle soit une putain, Pas d'orchidées pour miss Blandish, Don Juan de Barbey d'Aurevilly. 
Il est également adaptateur de diverses pièces étrangères dont Hélas, Pauvre Fred de James Saunders.